# Gümüşoluk, Kocaali
Gümüşoluk là một xã thuộc huyện Kocaali, tỉnh Sakarya, Thổ Nhĩ Kỳ. Dân số thời điểm năm 2008 là 1.084 người.